# Troisième Avenue
La Troisième Avenue est une avenue de la ville de New York.

## Situation et accès
Située dans l'arrondissement de Manhattan et orientée nord-sud sur une grande portion à l'est de l'île de Manhattan, la Troisième Avenue débute au nord de Cooper Square sur environ cent vingt blocs. Elle se poursuit au-delà du pont de Third Avenue qui traverse l'Harlem River dans l'arrondissement du Bronx, dans la partie nord de la ville.

## Origine du nom
Le nom « Troisième Avenue » vient de sa position dans le quadrillage urbain de Manhattan. Elle est la troisième avenue orientée nord-sud à l'est de l'île, après la Première et la Deuxième Avenue.

## Historique
Elle a été tracée dans le cadre du Commissioners' Plan de 1811, qui a instauré le quadrillage de Manhattan.

À l'origine, la Troisième Avenue était non pavée, comme la plupart des rues urbaines du XIXe siècle. En 1861, elle servait notamment de lieu d'entraînement pour le 7th New York Infantry Regiment pendant la guerre de Sécession. Le rédacteur en chef du New York Times publie alors ce texte : 

« Je n'ai jamais vu de troupes auparavant, et je n'ai en plus vu depuis, qui soient dans un tel état indescriptible de discipline. Les hommes ne portent pas l'uniforme, mais sont très mal habillés, - dans beaucoup de cas chaussés avec des nus-pieds. La manière avec laquelle ils marchaient rapidement dans la boue de la « Troisième Avenue » était le plus remarquable. »

.

## Bâtiments remarquables et lieux de mémoire
- 203 East 29th Street, une des dernières maisons en bois de Manhattan ;
- 1711 Troisième Avenue, Centre culturel islamique de New York, inauguré en 1991.